# Битва при Алфорде
Битва при Алфорде (англ. Battle of Alford; 2 июля 1645 г.) — одно из сражений в ходе Гражданской войны в Шотландии между войсками роялистов во главе с Джеймсом Грэмом, 1-м маркизом Монтрозом, и парламентской армией ковенантеров генерала Уильяма Бейли.

## Военные действия перед сражением
После разгрома ковенантских войск в битве при Олдерне армия Монтроза вновь направилась в Абердиншир, собирая по дороге новые подкрепления из членов клана Гордон и местных роялистов. Навстречу ему двинулась основная армия парламента Шотландии во главе с генерал-майором Уильямом Бейли, который хотел воспрепятствовать роялистам вновь овладеть Абердином, важнейшим центром северо-восточной Шотландии. Извещенный о движениях ковенантеров, Монтроз занял выгодную позицию на холме недалеко от Алфорда, на берегу реки Дон.

## Положение сторон
Обе армии были примерно равны по численности, лишь в кавалерии Бейли имел преимущество перед Монтрозом. Однако большим недостатком армии ковенантеров была неопределенность в командовании: помимо генерал-майора Уильяма Бейли в состав руководства армии входил специальный комитет парламента Шотландии, состоявший из лидеров ковенантского движения: маркиза Аргайла, графа Линдси, графа Уимса, лорда Берлея и других. Кроме того, в стане ковенантеров было множество пресвитерианских священников, которые должны были обеспечить благосклонность Бога к «священному войску» истинной веры.

## Ход битвы
Уильям Бейли не желал форсировать Дон на виду у расположившихся на холме солдат Монтроза, однако члены парламентского комитета настояли именно на таком плане сражения. Первой переправилась кавалерия ковенантеров, а когда на берег начали выходить первые отряды пехоты, Монтроз отдал приказ об атаке. Одновременный удар конницы Гордонов и пехоты роялистов быстро смял расстроенные позиции противника. Отступление ковенантеров из-за необходимости форсирования реки под непрекращающими атаками Монтроза превратилось в кровавую бойню. Три четверти пехоты ковенантеров было уничтожено, лишь немногим кавалеристам удалось спастись бегством. Бейли, Аргайл и другие руководители парламентской армии смогли уйти от преследования, однако разгром был полным. Монтроз потерял лишь несколько сотен солдат, но среди павших оказался лорд Гордон, сын маркиза Хантли и командир кавалерии роялистов.

## Значение сражения при Алфорде
Победа при Алфорде открыла перед роялистами путь в центральную Шотландию и оживила надежды на свержение правления ковенантеров. Однако на фоне поражений английских роялистов от войск Оливера Кромвеля (спустя всего две недели после битвы армия Карла I будет наголову разгромлена при Несби) этот успех не смог сыграть значительной роли.